# U.S. Route 42
U.S. Route 42 (också kallad U.S. Highway 42 eller med förkortningen  US 42) är en amerikansk landsväg. Den går ifrån Louisville i väster till Cleveland i öster och har en längd på 571 km.

## Större städer
- Louisville i Kentucky
- Carrollton i Kentucky
- Covington i Kentucky
- Cincinnati i Ohio
- Mason i Ohio
- Lebanon i Ohio
- Xenia i Ohio
- London i Ohio
- Delaware i Ohio
- Mansfield i Ohio
- Ashland i Ohio
- West Salem i Ohio
- Medina i Ohio
- Brunswick i Ohio
- Cleveland i Ohio